# All England Lawn Tennis and Croquet Club

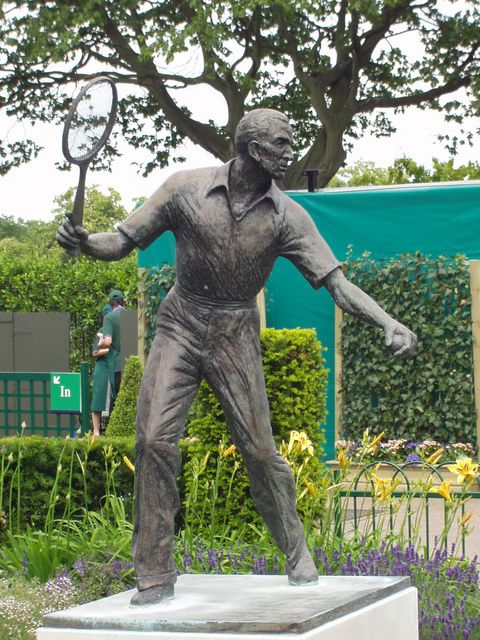
Pomnik Freda Perry’ego w All England Lawn Tennis and Croquet Club

All England Lawn Tennis and Croquet Club (AELTCC) – klub tenisowy położony na terenach przy Church Road (przeniesiony z Worple Road) w londyńskiej dzielnicy Wimbledon w gminie London Borough of Merton. Klub ten, założony 23 lipca 1868  jako All England Croquet Club, jest od 1877 roku organizatorem wielkoszlemowego tenisowego turnieju Wimbledonu (The Championships).
Początkowo klub zrzeszał jedynie graczy krokieta. W 1875 roku do działalności klubu włączony został także tenis, a w 1877 nazwa uległa ewolucji do postaci „The All England Croquet and Lawn Tennis Club” . Błyskawiczny rozwój dyscypliny oraz fakt, że stała się ona główną areną działalności towarzystwa, spowodował w 1882 roku usunięcie słowa „krokiet” z jego nazwy. W 1889 roku nie grano już w krokieta, lecz przywrócono go w nazwie. W 1899 ustalono ostateczną i obowiązującą nazwę – „The All England Lawn Tennis and Croquet Club” .
W 1922 roku lokalizacja turnieju wimbledońskiego uległa zmianie – został on przeniesiony z Worple Road na Church Road w obrębie tej samej dzielnicy. Za budowę głównego kortu odpowiedzialny był Stanley Peach. Pierwszy mecz na nowym obiekcie rozegrany został 26 czerwca 1922.
AELTCC to obecnie wciąż prężnie działający klub tenisowy, zrzeszający około 375 pełnoprawnych członków, 100 zawodników aktywnie grających i wielu członków honorowych włączając w to zwycięzców Wimbledonu. Jest opiekunem Wimbledon Lawn Tennis Museum. Od 2008 roku dostępne jest także własne pełnowymiarowe boisko do krokieta .
Na infrastrukturę klubu składa się 18 kortów tenisowych, na których rozgrywane są zawody tenisowe, oraz 22 korty treningowe, wszystkie posiadające nawierzchnię trawiastą. Oprócz tego dostępne jest też 8 kortów o nawierzchni ceglanej i 5 kortów w hali .
W skład kompleksu wchodzi też słynny Centre Court, na którym zwyczajowo rozgrywa się finały gry pojedynczej i podwójnej turnieju wimbledońskiego. Główny stadion klubu po przebudowie zakończonej w kwietniu 2009 roku, mieści 15 tys. widzów. Wyposażono go także w zasuwany dach, pozwalający na grę po zmroku i podczas opadów deszczu. Drugim pod względem wielkości obiektem klubu jest Court 1, zbudowany w 1997 roku, mieszczący ok. 11,5 tys. widzów. Kort ten bywa często miejscem spotkań w Pucharze Davisa (kort centralny zarezerwowany jest wyłącznie na rozgrywki turnieju Wielkiego Szlema). W 2016 opublikowano zmiany jakie mają zajść na Court 1, w ramach których za kwotę 70 mln £ ma powstać do 2019 rozsuwany dach, a liczba miejsc siedzących powiększona o 900, do 12 400. Prace rozpoczęły się po zakończeniu edycji Wimbledonu 2017.
W 2012 roku na trawiastych kortach klubu odbył się turniej tenisowy w ramach Igrzysk Olimpijskich w Londynie.